# Passeggiata delle Cattive

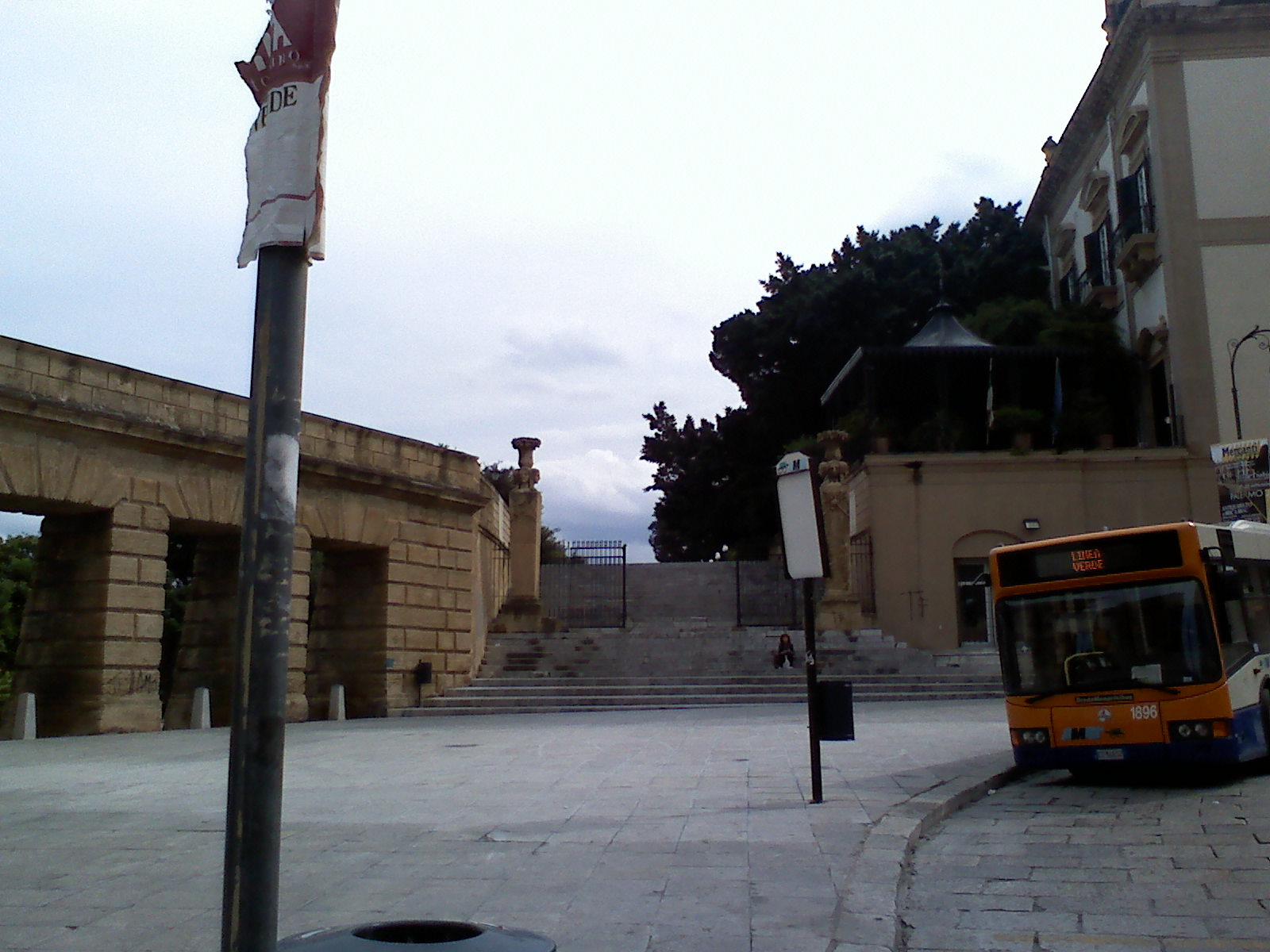
L'ingresso alla passeggiata

La passeggiata delle Cattive o passeggiata alle Mura delle Cattive nella sua configurazione attuale è un monumento ottocentesco di Palermo.

## Etimologia
Si tratta di una terrazza prospiciente il mare posta sulle mura civiche presso porta Felice e a ridosso del Foro Italico.
Etimologicamente deriva dal latino captivae (prigioniere), termine utilizzato per identificare le vedove, considerate come prigioniere del dolore del lutto.
Infatti questa terrazza era utilizzata per le passeggiate proprio dalle vedove che si tenevano ad una certa distanza dalla passeggiata classica che era al Foro Italico.

## Storia
La passeggiata esistente sin dalla fine del XVII secolo fu perfezionata nelle forme attuali da Antonio Lucchesi Palli, principe di Campofranco, deputato sopraintendente alle strade di Sicilia, nel 1813. Danneggiata dai violenti bombardamenti aerei della seconda guerra mondiale (maggio 1943), rimase abbandonata all'oblio ed inutilizzata sino al 1997 quando l'Amministrazione comunale avviò i lavori di restauro su progetto e direzione dei lavori dell'architetto Mario Li Castri. Nel 1998 venne riaperta alla pubblica fruizione.
Vi si accede tramite una scalinata posta nella piazza Santo Spirito, accanto a palazzo Benso. Sulla passeggiata si affacciano in sequenza le terrazze private oltre che del palazzo Benso anche quelle dei palazzi Butera, Piraino, Lampedusa e l'ex hotel Trinacria.
Nel marzo 2014 la Passeggiata delle Cattive venne posta sotto sequestro dalla Magistratura per atti vandalici e dissesti ma, dopo l'esecuzione di opere di manutenzione, è stata riaperta al pubblico.